# Inna
Elena Alexandra Apostoleanu (Mangalia, 16 d'octubre de 1986), més coneguda pel nom artístic d'Inna, és una cantant de música dance romanesa. Va aconseguir un gran nombre d'èxits entre 2008 i 2014, amb cançons com Sun Is Up, Hot, More Than Friends, Déjà Vu, Cola Song o In Your Eyes.

## Trajectòria

### Hot (2008-2009)
Va debutar l'any 2008 amb l'àlbum Hot, produït per Play & Win. El principal senzill de l'àlbum és la cançó homònima "Hot", la qual va assolir el número u a Romania, Portugal, Moldàvia, Bulgària, el Líban, Malta, Polònia, Sèrbia, Espanya, Síria, Turquia, Rússia, Hongria, Grècia i Ucraïna. El segon single promogut a l'àlbum és la cançó "Love", la qual va arribar al número 16 al Top 40 de la ràdio Kiss FM de Romania en la setmana debut. Va ser nominada a la millor cantant i millor single a l'Eska Awards a Polònia. Inna també va llançar un senzill titulat Déjà vu, en col·laboració amb Bob Taylor (aka Fizz), que va ser un gran èxit a Romania, Moldàvia, Bulgària, Rússia, Països Baixos i Hongria. El seu quart senzill de l'àlbum de debut fou "Amazing", que va arribar el número u en diversos països, com Romania. El vídeo va ser filmat a les costes de Portugal.
El 2009, Inna va arribar al seu major rendiment de la seva carrera. Gràcies al seu single Hot, va assolir el número u als Billboard Hot Dance Airplay de l'any dels EUA, un dels èxits més reconeguts en la història de la música. El cinquè senzill de l'àlbum de debut va ser "10 Minutes", llançat el juny de 2010. El vídeo va ser gravat a Londres, Anglaterra, i els costos del clip es calcula que poden ascendir a 70.000 €.

## Discografia

### Àlbums
- Hot (2009)
- I am the Club Rocker (2011)
- Party Never Ends (2013)
- Inna (llançat com a Body and The Sun al Japó) (2016)
- Nirvana (2017)
- Yo (2019)